# Eduard Küntzel
Eduard Küntzel (* 28. September 1793 in Kulm; † 11. Oktober 1860 in Danzig) war ein preußischer Generalmajor. 

## Leben
Der Sohn eines Kulmer Beamten trat 1811 in das 2. Leib-Husaren-Regiment der Preußischen Armee ein. Nachdem er 1813 erst zum Portepeefähnrich und dann zum Sekondeleutnant avanciert war, nahm er an den Befreiungskriegen teil. Er kämpfte in den Schlachten bei Großgörschen, Bautzen, an der Katzbach, bei Leipzig, Laon, Paris (Eisernes Kreuz II. Klasse) sowie in den Gefechten bei Möckern, Leitzkau (Orden des Heiligen Georg IV. Klasse = russischer Adelsstand), Vitry, Châlons, Meaux, Berry au Bar und dem Übergang bei Wartenberg.
1815 wechselte er zum 8. Husaren-Regiment, wo er 1820 zum Premierleutnant, 1829 zum Rittmeister und Eskadronchef sowie 1841 zum Major aufstieg. Er wurde 1848 zunächst mit der Führung des 9. Husaren-Regiments beauftragt und dann zum Regimentskommandeur ernannt. Während der Badischen Revolution nahm er an Gefechten bei Kuppenheim, Wiesental, Bischweiler und Niederbühl teil. Seiner Beförderung zum Oberstleutnant 1849 folgte 1851 die zum Oberst. 1854 wurde er Kommandeur der 2. Kavallerie-Brigade. Er avancierte 1855 zum Generalmajor und wurde 1856 mit dem Roten Adlerorden II. Klasse mit Schwertern am Ring ausgezeichnet. Unter Verleihung des Sterns zum Roten Adlerorden II. Klasse mit Schwertern am Ring wurde Küntzel 1858 mit Pension zur Disposition gestellt.
Küntzel hatte am 3. September 1833 die am 24. Juni 1809 geborene, katholische Düsseldorferin Gertraud Breidenbach geheiratet. Seine Frau starb am 18. Juni 1834 im Alter von knapp 25 Jahren an Kindbettfieber. Sie war eine Tochter von Johann Wilhelm Breidenbach (1764–1837), dem Gründer des Hotels Breidenbacher Hof, und dessen Ehefrau Franziska, geborene Brewer (1782–1820). Als Modell wurde sie durch den Maler Louis Ammy Blanc auf dem bekannten Genrebild Die Kirchgängerin (1834) verewigt.